# Patricia Martínez
Patricia Marcela Martínez Moreno (León, Guanajuato, 29 de marzo de 1963) es una actriz, actriz de doblaje y locutora mexicana.

## Biografía y carrera
Estudió actuación en el Instituto Andrés Soler de la ANDA, de la generación 1972-1975. Participó en talleres del teatro con José Luis Ibáñez, Julio Castillo y Sergio Jiménez, entre otros. Ha incursionado en la radio haciendo locución y doblaje, también destaca como actriz de teatro bar, cabaret y cine. Ha sido productora y directora teatral.
Inició su carrera participando en radionovelas, cuando recién estaba empezando la nueva XEW en 1976. Se destacó como locutora, después se convirtió en actriz de teatro y eso la llevó a debutar en televisión en 1977, en la telenovela "Yo no pedí vivir", producida por Irene Sabido. En 1978 recibe su primer papel acreditado de la mano de Valentín Pimstein en la telenovela "Doménica Montero". En 1980 participó en el programa "Alegrías de mediodía" durante un año, que se transmitía en vivo por el canal 2 de Televisa. Luego se consolidó participando en telenovelas como "Amor en silencio", "María la del barrio", "María Isabel", "Camila", "Niña amada mía", "Amor real" y "Alborada" entre muchas otras. Participó en la telenovela de Angelli Nesma, Llena de amor, interpretando a la simpática Gladiola.
Alterna su carrera de actriz con su trabajo como locutora, realizando cursos de locución, como los que realizó los días 4, 11 y 18 de abril de 2009 en el CETEC. Además es una reconocida actriz de doblaje, entre sus trabajos más conocidos se encuentran la serie animada Halcones Galácticos como Acerina; la película Stuart Little doblando a Geena Davis como la Sra. Little; y la película de Disney Lilo y Stitch y sus secuelas, como la Gran Concejal.

## Filmografía

### Series de televisión
- La jefa (2025) ... Rita Hernández "La macabra"
- Esta historia me suena (2020-2023)[2][3]
- Una familia de diez (2019-2020) .... Jacinta
- Nosotros los guapos (2016) .... Doña Camila
- La rosa de Guadalupe .... (2008-2013)
- Confianza ciega -  Gabriela
- El gandalla - Celia
- El ingrediente secreto - Gertrudis
- En defensa propia - Alfonsina
- Es momento de amor - Amable
- Estrellita - Consuelo
- La burbuja - Jimena
- La mujer que construye milagros - Milagros
- La virgen de las palomas - Dominica
- Lo que se le enseña al corazón - Eloísa
- Soñar no cuesta nada - Juanita
- Una decisión de amor - Julia
- Un día perfecto - Adela
- Como dice el dicho (2012-2016)
- Mujeres asesinas (2009) .... capítulo "Laura, confundida" / Claudia (madre de Laura)
- Vecinos (2008)
- La familia P. Luche (2002) .... Nancy
- Mujer, casos de la vida real (1998-2006)

### Telenovelas
- El Conde: Amor y Honor (2024) .... Lucrecia
- Corazón guerrero (2022) .... Chana
- Parientes a la fuerza (2021-2022).... María[4]
- Vencer el desamor (2020).... Martha Bustos de Ibarra
- Te doy la vida (2020).... Madre de Jaime "Jimmy" Saravia
- Médicos, línea de vida (2020).... Lorena
- Ringo (2019).... Madre de Rosa
- La taxista (2018).... Alicia  "Lichita" Lopez Lopez
- La jefa del campeón (2018).... Malena Rosas "Male"
- El bienamado (2017).... Sagrario
- Despertar contigo (2016-2017).... Irma
- Quiero amarte (2013-2014).... Chelo
- De que te quiero, te quiero (2013-2014).... Generala
- Llena de amor (2010-2011).... Gladiola Cervantes Moreno
- Corazón salvaje (2009-2010).... Aurora García
- Querida enemiga (2008).... María Eugenia "Maruja" Martínez de Armendariz
- Tormenta en el paraíso (2007-2008).... Donata
- Duelo de pasiones (2006).... Malena
- Alborada (2005-2006).... Carmela de Alvarado
- Sueños y caramelos (2005).... Ángela
- Rebelde (2004).... Luisa López de Méndez
- Amar otra vez (2003-2004).... Capitana Marta Quintanilla
- Amor real (2003).... Camelia de Corona
- Niña amada mía (2003).... Trinidad "Trini" Osuna
- Así son ellas (2002-2003).... Caridad
- Cómplices al rescate (2002).... María Contreras
- Atrévete a olvidarme (2001).... Refugio
- Primer amor... a mil por hora (2000-2001).... Bernarda
- Locura de amor (2000).... Belén Gómez
- Por tu amor (1999).... Josefina
- Camila (1998-1999).... Rosario "Chayo" Juárez
- Rencor apasionado (1998).... Flor Jiménez
- María Isabel (1997-1998).... Matilde
- Mi querida Isabel (1996-1997).... Amanda
- Pobre niña rica (1995-1996).... Carmen Gloria Becerra
- María la del barrio (1995-1996).... Romelia Aguado
- Volver a empezar (1994-1995).... Agata
- Prisionera de amor (1994).... Eufemia
- Los parientes pobres (1993).... Rosa
- Amor de nadie (1990-1991).... Zenaida
- Amor en silencio (1988).... Olga
- Rosa salvaje (1987).... La Siempre Viva
- Doménica Montero (1978).... Leonor
- Yo no pedí vivir (1977).... Alicia

## Doblaje
Anime
- Heidi (1974).... Aldeana

Series animadas
- Halcones Galácticos (1986).... Acerina
- Los Superamigos.... Mujer Maravilla
- Thundarr, el bárbaro (segunda temporada).... Ariel

Películas animadas
- Toy Story 3 (2010).... Pulpi
- Leroy y Stitch (2006).... Gran Concejal
- La película de Stitch (2003).... Gran Concejal
- Lilo y Stitch (2002).... Gran Concejal

Películas
Jamie Lee Curtis
- ¿Otra vez tú? (2010).... Gail
- Un Chihuahua de Beverly Hills (2008).... Tía Viv
- Un viernes de locos (2003).... Tess Coleman
- Halloween: Resurrection (2002).... Laurie Strode
- Halloween H2O: Veinte años después (1998).... Laurie Strode

Geena Davis
- Stuart Little 2 (2002).... Eleanor Little
- Stuart Little: Un ratón en la familia (1999).... Eleanor Little

Anjelica Huston
- Los Locos Addams II (1993).... Morticia Adams
- Los Locos Adams (1991).... Morticia Adams

Otros papeles
- Inspector Gadget 2 (2003).... Alcaldesa Wilson (Sigrid Thornton)
- Tontos, tontos y retontos (2003).... Mamá de Harry (Mimi Rogers)
- 13 fantasmas (2001).... Maggie (Rah Digga)
- Erin Brockovich (2000).... Donna Jensen (Marg Helgenberg)
- Huracán (1999).... Lisa Peters (Deborah Kara Unger)
- Belleza americana (1999).... Carolyn Burnham (Annette Bening)
- ¿Y dónde está el policía? 33 1/3 (1994).... Jane Drebin (Priscilla Presley)
- Cambio de hábito (1992).... Deloris Van Cartier / Hermana Mary Clarence (Whoopi Goldberg)